# Baños de Molgas
Baños de Molgas és un municipi de la província d'Ourense a Galícia. Pertany a la Comarca de Allariz-Maceda.
| 4.786 | 5.659 | 5.677 | 3.647 | 2.038 |
| Fonts: INE i IGE (Els criteris de registre censal variaren i les dades de l'INE i de l'IGE poden no coincidir.) |       |       |       |       |

## Parròquies
- Almoite (Santa María)
- Ambía (Santo Estevo)
- Baños de Molgas (San Salvador)
- Betán (San Martiño)
- Cantoña (San Mamede)
- Coucieiro (San Vicente)
- Guamil (Santa María)
- Lama Má (San Cibrao)
- Poedo (Santa María)
- Ponte Ambía (Santa María)
- Presqueira (San Martiño)
- Ribeira (San Pedro)
- Vide (San Xoán)

## Personatges cèlebres
- Moncho Borrajo, humorista (1949 -)